# Michael Zetterer
Michael Zetterer (München, 1995. július 15. –) német korosztályos válogatott labdarúgó, az Eintracht Frankfurt játékosa.